# Chã
Chã é uma freguesia portuguesa do município de Montalegre, com 57,60 km² de área e 701 habitantes (censo de 2021). A sua densidade populacional é 12,2 hab./km².

## Toponímia
É uma das mais centrais e das maiores freguesias do concelho. Nas margens da enorme Barragem de Pisões tira daí benefícios pelo clima mais ameno que se fez sentir a partir de então. A riqueza piscícola é um atractivo de turistas de todo o Norte do País. 
É a terra natal de Bento da Cruz, nascido no lugar de Peireses.

## Demografia
A população registada nos censos foi:
| Distribuição da População por Grupos Etários | Distribuição da População por Grupos Etários | Distribuição da População por Grupos Etários | Distribuição da População por Grupos Etários | Distribuição da População por Grupos Etários |
| -------------------------------------------- | -------------------------------------------- | -------------------------------------------- | -------------------------------------------- | -------------------------------------------- |
| Ano                                          | 0-14 Anos                                    | 15-24 Anos                                   | 25-64 Anos                                   | > 65 Anos                                    |
| 2001                                         | 157                                          | 128                                          | 454                                          | 189                                          |
| 2011                                         | 94                                           | 72                                           | 394                                          | 188                                          |
| 2021                                         | 58                                           | 69                                           | 312                                          | 262                                          |

## Localidades
A Freguesia é composta por 12 aldeias:
- Aldeia Nova de São Mateus
- Aldeia Nova do Barroso
- Castanheira da Chã
- Fírvidas
- Lage Gorda
- Gralhós
- Medeiros
- Peireses
- Penedones
- São Mateus
- São Vicente da Chã
- Torgueda
- Travassos da Chã.

## História
Nesta freguesia foram criados vários aldeamentos pertencentes à Colónia Agrícola do Barroso, fundada pela Junta de Colonização Interna:
- Aldeia Nova do Barroso: foi um dos primeiros aldeamentos a ser construídos, em 1944, e localiza-se a 6 km da sede do concelho. Possuía 19 hectares e 45 casais agrícolas, tendo sido equipada com um miradouro, uma capela, um bebedouro/chafariz, um depósito de água/lavadouro e uma escola.
- Lugar de São Mateus: aldeamento que deve o seu nome à capela de São Mateus, junto ao local de implementação do núcleo. Tinha 5,7 hectares e foi terminada em 1944, tendo 10 casais agrícolas.

## Património
- Igreja de São Vicente da Chã;
- Ponte Romana de Peireses;
- Igreja Matriz de Chã;
- Capela de Nossa Senhora das Natividades;
- Capela de São Salvador;
- Capela de Santa Ana, em Castanheira;
- Capela de São João, em Castanheira;
- Capela de Santa Luzia, em Torgueda;
- Capela da Assunção, em Medeiros;
- Capela da Senhora das Atribulações;
- Capela da Senhora da Encarnação, em Purizes;
- Capela de Santo André, em Gralhas;
- Capela de São Mateus, em Firvidas;
- Capela de Santo Aleixo;
- Capela de Santo Amaro, em Firvidas.